# Estació d'Anizy-Pinon
L'estació d'Anizy-Pinon és una estació ferroviària situada al municipi francès de Pinon, a prop d'Anizy-le-Château (al departament de l'Aisne). És servida pels trens del TER Picardie.
Establerta a 61 m d'altitud, l'estació d'Anizy - Pinon se situa al punt quilomètric 122,502 de la línia de La Plaine a Hirson i Anor (frontière), entre les estacions obertes de Vauxaillon i Clacy - Mons. És una antiga estació de bifurcació, origen de la línia d'Anizy-Pinon a Chauny (tancada).
| Provinença | Estació anterior | Línia        | Estació següent | Destinació |
| ---------- | ---------------- | ------------ | --------------- | ---------- |
| Paris-Nord | Vauxaillon       | TER Picardie | Clacy-Mons      | Laon       |